# Saori Takarada
Pour les articles homonymes, voir Takarada.
Saori Takarada (宝田 沙織, Takarada Saori), née le 27 décembre 1999, est une footballeuse internationale japonaise.

## Biographie

### En club
Saori Takarada commence sa carrière en 2013 avec le club du Cerezo Osaka Sakai.

### En équipe nationale
En 2016, elle est sélectionnée en équipe du Japon des moins de 17 ans pour disputer la Coupe du monde féminine des moins de 17 ans en 2016.
En 2018, elle est sélectionnée en équipe du Japon des moins de 20 ans pour disputer la Coupe du monde féminine des moins de 20 ans en 2018, remportée par le Japon. Elle remporte le titre de « Silver Ball » et « Bronze Boot » du tournoi.
Le 10 juin 2019, elle fait ses débuts avec l'équipe nationale japonaise lors de la Coupe du monde 2019, contre l'équipe d'Argentine. Elle compte trois sélections en équipe nationale du Japon.

## Statistiques
| Équipe du Japon | Équipe du Japon | Équipe du Japon |
| Année           | Matchs          | Buts            |
| --------------- | --------------- | --------------- |
| 2019            | 3               | 0               |
| Total           | 3               | 0               |

## Palmarès
- Vainqueur de la Coupe du monde des moins de 20 ans 2018
- Finaliste de la Coupe du monde des moins de 17 ans 2016